# David Goggins
David Goggins (ur. 17 lutego 1975 w Buffalo) – były amerykański żołnierz US Navy SEALs, ultramaratończyk, triathlonista, filantrop.

## Wczesne życie
W dzieciństwie dorastał w Williamsville ze swoim bratem oraz rodzicami. Odkąd miał 6 lat, znęcający się nad nimi ojciec kazał im pracować na swoim wrotkowisku kilka godzin dziennie, a nawet po nocach. W tamtym czasie Goggins wraz z matką szukając lepszego życia chcieli od niego uciec. Gdy David Goggins miał 8 lat, udało im się dostać do miasta Brazil w stanie Indiana. Ze względu na swój wygląd był tam prześladowany w szkole. Był jedynym dzieckiem, które miało ciemny kolor skóry.

## Kariera wojskowa
Wstąpił do Marynarki Wojennej Stanów Zjednoczonych w 2000, rok później ukończył kurs BUD/S w klasie nr 235. W 2004 ukończył Army Ranger School z wyróżnieniem Top Honor Man. Został przydzielony do 5. oddziału sił specjalnych SEAL, w ramach którego walczył w II wojnie w Zatoce Perskiej. Był również wojskowym instruktorem walki lądowej, uczył taktyki CQB.
Od momentu rozpoczęcia służby został uhonorowany odznaczeniami: Navy Commendation Medal, Navy Achievement Medal (cztery razy), Combat Action Ribbon, Air Force Commendation Medal, Global War on Terrorism Service Medal, Humanitarian Service Medal, oraz wieloma innymi wojskowymi nagrodami.

## Kariera sportowa
W listopadzie 2005, po otrzymaniu informacji o śmierci sześciu swoich kolegów w katastrofie śmigłowca w Afganistanie, Goggins zaczął zbierać pieniądze dla Special Operations Warrior Foundation – fundacji pomagającej rodzinom poległych żołnierzy amerykańskich sił specjalnych. Od tamtego czasu w celu zebrania funduszy startuje w różnorodnych zawodach związanych ze sportami wytrzymałościowymi (zwłaszcza biegami ultramaratońskimi).
W 2008 amerykańskie czasopismo Runner's World przyznało mu tytuł Hero of Running.
Najważniejsze osiągnięcia:
| Rok  | Nazwa zawodów              | Typ/Dystans                      | Czas (gg:mm:ss) | Miejsce                           |
| ---- | -------------------------- | -------------------------------- | --------------- | --------------------------------- |
| 2008 | Ironman World Championship | triathlon                        | 11:24:00        | 940. (w kategorii wiekowej: 121.) |
| 2008 | Ultra-Trail du Mont-Blanc  | ultramaraton górski (ok. 166 km) | 30:49:14        | 100.                              |
| 2007 | Badwater Ultramarathon     | ultramaraton (215 km)            | 25:49:40        | 3.                                |
| 2006 | Badwater Ultramarathon     | ultramaraton (215 km)            | 30:18:54        | 5.                                |

W 2009 Goggins przebył operację zamknięcia ubytku przegrody międzyprzedsionkowej serca, co spowodowało przerwę w jego karierze sportowej.
W 2013 ustanowił rekord świata w ilości podciągnięć w 24 godziny, który wyniósł 4030 i został oficjalnie wpisany do Księgi rekordów Guinnessa. Rekord ten należał do niego do 2014 roku.

## Życie osobiste
Prywatnie Goggins twierdzi, że nie lubi sportów wytrzymałościowych, a swoją aktywność w zawodach motywuje jedynie koniecznością zebrania pieniędzy na wspieraną przez siebie fundację, pragnieniem uczczenia pamięci poległych kolegów oraz chęcią zmierzenia się ze swoimi słabościami. W 2005 wziął ślub z Aleezą Goggins, lecz para się rozstała w 2007 roku. David obecnie mieszka z narzeczoną Jennifer Kish w Chula Vista, w stanie Kalifornia.

## Publikacje
- Nic mnie nie złamie. Zapanuj nad swoim umysłem i pokonaj przeciwności losu, Wydawnictwo Galaktyka 2023, ISBN 978-83-7579-884-5
- Bez końca. Uwolnij umysł i wygraj wewnętrzną walkę, Wydawnictwo Galaktyka 2024, ISBN 978-83-7579-907-1